# Чернівецький тролейбус
Чернівецький тролейбус — тролейбусна система в місті  Чернівці. Відкрита 1 лютого 1939 року. Представлена 10 маршрутами. Довжина контактної мережі складає 86,8 км. Довжина маршрутної мережі тролейбусів — 143,8 км (станом на квітень 2024). Випуск на маршрути у будні дні в «години пік» становить приблизно 50 тролейбусів. За 2023 рік тролейбуси виконали 2,9 млн км пробігу.

## Історія

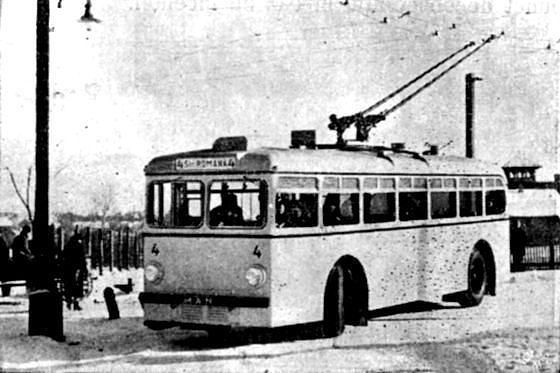
Тролейбус на маршруті № 4

Історія Чернівецького тролейбуса розпочалася 1 лютого 1939 року — саме цього дня тролейбус почав курсувати від резиденції митрополита (нині — ЧНУ імені Юрія Федьковича) вулицями Університетською та Руською до вул. Зеленої маршрут № 4. На лінії працювало 3 тролейбуси; ще один, як резервний, знаходився у депо.
У серпні 1939 року управління ІЕМС розробило проєкт будівництва другої тролейбусної лінії для сполучення центра міста з кварталом вілл (Картьєрул вілелор): «Нова лінія буде проходити по трасі: площа Унірій (Центральна) — вул. Бринковяну (Івана Франка) — площа Гіка Воде (Соборна) — бульвар короля Кароля Другого (вул. Героїв Майдану) — вул. Кучурул Маре (Героїв Майдану) — вул. Ієреміє Мовіле (Олександра Щербанюка) — вул. Авіатора Гаджя (Фрунзе) і через вулицю Михая Витязу назад до площі Унірій. Робітники електростанції вже почали перші роботи по прокладці лінії. Вулиці вздовж лінії будуть модернізовані. Електростанція замовила 3 тролейбуси меншої місткості, які обслуговувати цю лінію. Ця нова лінія буде закінчена і буде введена в експлуатації весною 1940 року, коли до міста надійдуть замовлені за кордону нові тролейбуси.» — Гласул Буковиней (12 серпня 1939 року). Тролейбусний рух було тимчасово призупинено під час приєднання Північної Буковини до УРСР (з червня по грудень 1940 року), а також під час Другої світової війни й, відповідно, тимчасового приєднання міста до Румунського Королівства (з червня по серпень 1941 року). При відступі румунських військ були вивезені всі тролейбуси MAN до румунського міста Брашова, тому 1944 року тролейбусний парк створювався наново. Після німецько-радянської війни працював лише один тролейбус моделі ЯТБ-2 — єдиний з чотирьох, що випадково залишився тоді в місті (інші три з поставлених у 1940—1941 роках надійшли до Чернівців з румунського міста Крайова, а звідти потрапили до Одеси). Єдиний тролейбус ЯТБ-2 найчастіше ламався ніж працював, а також на той час були перебої з електрикою, тому нормальна робота тролейбусу відновилась не раніше поставки перших МТБ-82. Наприкінці 1948 року передані тролейбуси MAN до Києва, де врешті-решт доволі швидко були списані.

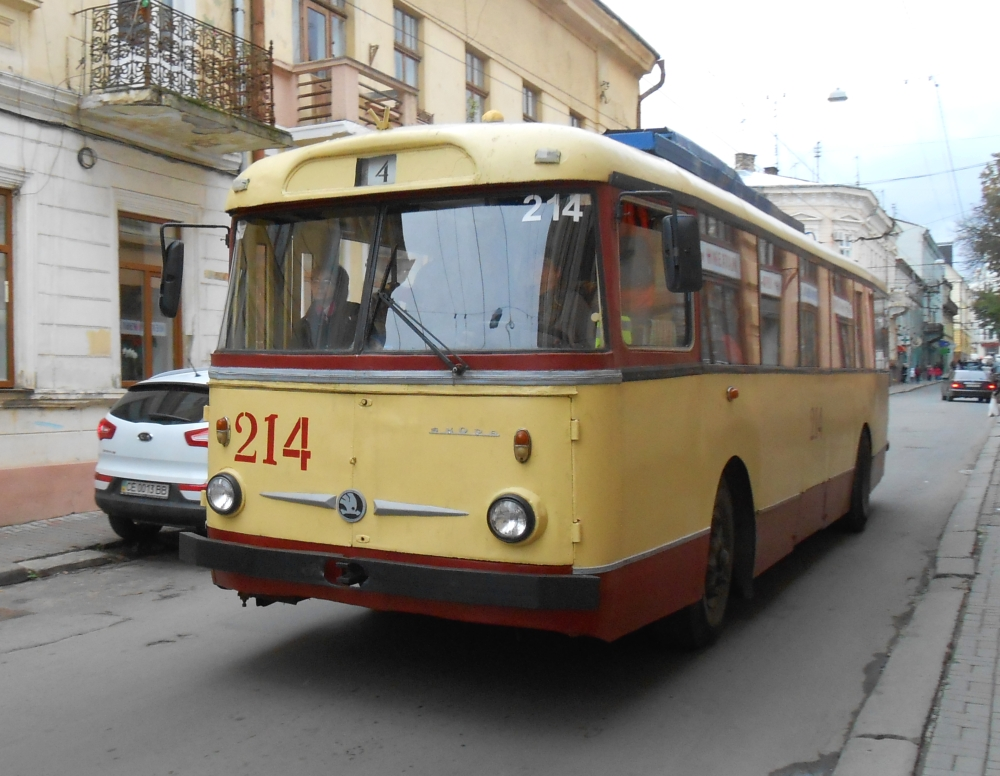
Škoda 9Tr

Тролейбусне депо функціонує з 1966 року. 1995 року було споруджено депо Чернівецького автобусно-тролейбусного підприємства (ЧАТП). З липня 2013 року тролейбуси, які курсували маршрутами № 1, 2, 4, 6, 6А знаходились в депо по вул. Комунальників, а тролейбуси маршрутів № 3, 3А, 5 на проспекті Незалежності, з осені 2015 року майже всі тролейбуси перебували на території депо по вулиці Комунальників. До 1 липня 2008 року в Чернівцях існувала унікальна ситуація, коли різні маршрути одного міста обслуговувалися різними підприємствами, тобто мережа складалася з двох окремих частин, не пов'язаних між собою безпосередньо — ЧАТП (маршрути № 2 та 4) та ЧТУ (решта маршрутів). Напередодні об'єднання було споруджено невелику лінію в центрі міста, яка фактично об'єднала всю мережу. В той самий рік були списані 2 останні зчленованні ЮМЗ Т1.
3 березня 2013 року оборот тролейбусів маршрутів № 1, 2 та 4 на кінцевій зупинці «Держуніверситет» реорганізований по вулицям Університетській,  Коцюбинського, Хотинських Комсомольців проти годинникової стрілки. Демонтовано перетин контактної мережі на розі вулиць Університетської та Богдана Хмельницького.

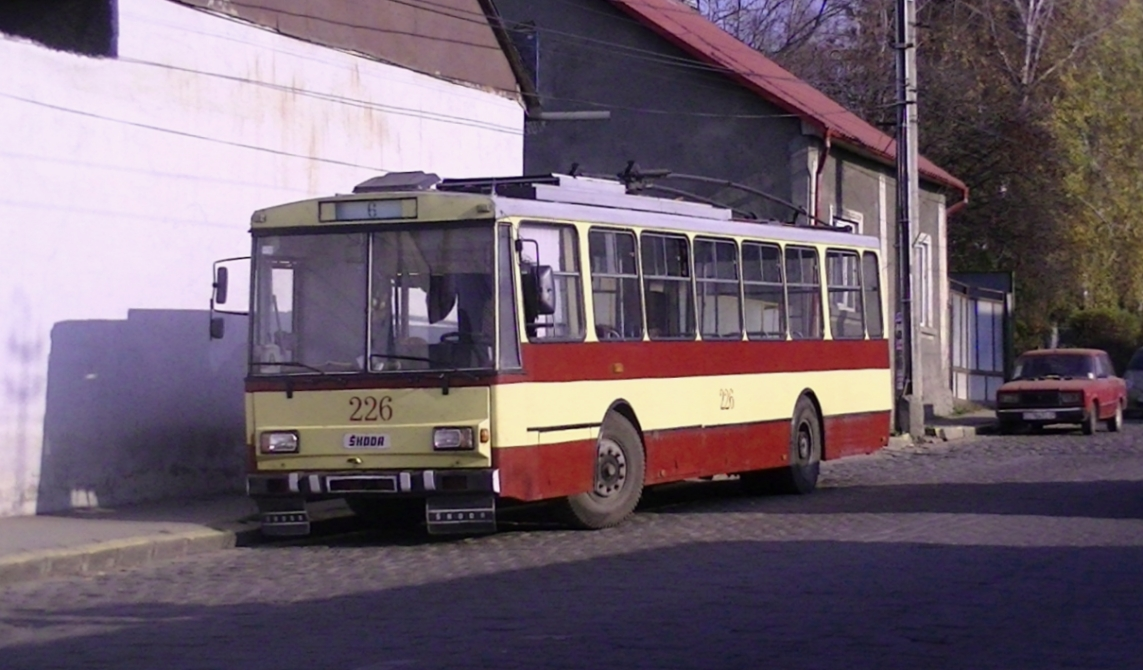
Škoda 14Tr

8 квітня 2013 року тролейбус Den Oudsten B88 прийнято на облік, якому присвоєно бортовий № 351. У липні 2013 року прийнято на облік ще три тролейбуси Volvo B10M-58-E, двом присвоєно № 352,353, а № 354 вийшов у травні 2014 року, хоча у березні курсував лише один день.
17 травня 2016 року на Соборній площі був виставлений тролейбус Škoda 14Tr (№ 280) для розфарбування професійними графіті.
24 листопада 2016 року у місто знову прибули зчленовані тролейбуси, цього разу Škoda 15Tr у кількості 4 одиниць з Братислави, які отримали № 355—358. № 355 з 17 грудня вже працює на маршруті № 3. 22 та 23 грудня прибули дві Škoda 14Tr з Острави, які пройшли капітальний ремонт у Дніпрі. 24 грудня поступили ще 2 Škoda 15Tr з Острави. 25 грудня прибув один Škoda 14Tr з Пльзені, а 27 грудня ще 3 Škoda 14Tr з Брно.
Згодом місто отримувало тролейбуси Škoda 21Tr. Впродовж 2022-2023 років було здійснено закупівлю 10 нових тролейбусів українського виробництва PTS-12 (на базі турецьких кузовів). Наприкінці 2023 року в місто прибуло 2 вживаних тролейбуси Solaris Trollino 12, закуплені в чеському місті Опава. Очікується на прибуття ще двох таких тролейбусів до міста. Планується, що вони курсуватимуть на маршруті №5.
Влітку 2023 року було оголошено тендер на закупівлю 50 нових тролейбусів за кредитні кошти Європейського інвестиційного банку. Планується, що буде закуплено 35 12-ти метрових тролейбусів, 5 12-ти метрових тролейбусів з автономним ходом та 10 зчленованих 18-ти метрових тролейбуси. Усі вони мають бути повністю низькопідлоговими. Дана закупівля дозволить майже повністю оновити рухомий склад Чернівецького тролейбусного управління. Станом на січень 2024 року триває вивчення документації. Окрім того, даний кредит передбачав кошти на побудову нової контактної мережі на вулиці Старожучківський шлях, що дало б змогу сполучити кінцеву тролейбуса № 5 із маршрутом № 4. Однак станом на січень 2024 року тендер оголошено не було. Причиною цьому є недостатня кількість фінансування для цього проєкту. Як стало відомо пізніше від побудови нової тролейбусної лінії вирішили відмовитись через недостатнє фінансування.
1 лютого 2024 року виповнилось 85 років тролейбусному руху в Чернівцях.

## Рухомий склад
96 пасажирських, 3 службові та 1 музейний тролейбуси
| Рік випуску | Модель                       | Кількість | Інвентарні номери                                            | Примітка                                                                            | Фотографія |
| ----------- | ---------------------------- | --------- | ------------------------------------------------------------ | ----------------------------------------------------------------------------------- | ---------- |
| 1985        | Škoda 14Tr02[05]             | 1         | 255                                                          |                                                                                     |            |
| 1986        | Škoda 14Tr07                 | 1         | 338                                                          | До 1997 року Пльзень                                                                |            |
| 1987        | Škoda 14Tr02/6               | 3         | 270, 274, 275                                                |                                                                                     |            |
| 1988        | Škoda 14Tr02/6               | 1         | 319                                                          | До 1991 року № 319, 320 Київ                                                        |            |
| 1989        | Škoda 14Tr89/6               | 21        | 282, 286, 288, 289, 292-297, 299, 302, 304—306, 321—324, 326 | До 1991 року № 321-326 Київ                                                         |            |
| 1990        | Škoda 14Tr11/6               | 4         | 310, 311, 314, 318                                           |                                                                                     |            |
| 2004        | ЛАЗ-52522                    | 3         | 2009-2011                                                    |                                                                                     |            |
| 2005        | ЛАЗ-52522                    | 3         | 2012, 2013, 2015                                             | До 01.2008 № 2014 був № 341, № 2015 був № 342                                       |            |
| 2006        | ЛАЗ E183D1                   | 3         | 343-345                                                      |                                                                                     |            |
| 2007        | ЛАЗ E183D1                   | 2         | 341, 342                                                     |                                                                                     |            |
| 2008        | ЛАЗ Е183D1                   | 5         | 346-350                                                      |                                                                                     |            |
| 1990        | Volvo B10M-58-E              | 4         | 351-354                                                      | До 08.2012 року Арнем, № 351 з 03.2013 в Чернівцях, № 352—354 з 07.2013 в Чернівцях |            |
| 1990        | Škoda 15Tr07/7               | 4         | 355-358                                                      | До 24.11.2016 — Братислава                                                          |            |
| 1989        | Škoda 14TrM                  | 2         | 362, 363                                                     | До 23.12.2016 Острава                                                               |            |
| 1990        | Škoda 15TrM                  | 1         | 359                                                          | До 24.12.2016 — Острава                                                             |            |
| 1991        | Škoda 15TrM                  | 1         | 360                                                          | До 24.12.2016 — Острава                                                             |            |
| 2005        | Škoda 14TrM                  | 2         | 361, 367                                                     | До 25.12.2016 та 1.12.2017 - Пльзень                                                |            |
| 1991        | Škoda 14TrR                  | 3         | 364-366                                                      | До 27.12.2016 - Брно                                                                |            |
| 2004        | Škoda 14TrM                  | 1         | 368                                                          | До 9.12.2017 - Пльзень                                                              |            |
| 1991        | Škoda 14TrM                  | 1         | 369                                                          | До 25.12.2016 - Пльзень                                                             |            |
| 2002        | Škoda 21TrACI                | 1         | 370                                                          | До 16.12.2017 — Пльзень                                                             |            |
| 2001        | Škoda 21TrACI                | 2         | 371, 373                                                     | До 21.12.2017 та 9.01.2018 — Пльзень                                                |            |
| 2003        | Škoda 21TrACI                | 1         | 372                                                          | До 29.12.2017 — Пльзень                                                             |            |
| 2001        | Škoda 15TrDG/6M              | 3         | 374, 375, 381                                                | До 27.01.2018 — Злин                                                                |            |
| 1999        | Škoda 14Tr17/7M              | 3         | 378-380                                                      | До 11.03.2018 — Кошице                                                              |            |
| 1998        | Škoda 15Tr13/7M              | 2         | 376, 377                                                     | До 11-19.03.2018 — Кошице                                                           |            |
| 2018        | Дніпро Т203                  | 4         | 382-385                                                      | Обладненні автономним ходом від акумуляторних батарей                               |            |
| 2019        | Дніпро Т203                  | 4         | 386-389                                                      | Обладненні автономним ходом від акумуляторних батарей                               |            |
| 2019        | Hess SwissTrolley 2 (BGT-N2) | 10        | 390-399                                                      | До 2019 - Білль                                                                     |            |
| 2022-2023   | PTS-12                       | 10        | 500-509                                                      |                                                                                     |            |
| 2023-2024   | Solaris Trollino 12          | 4         | 410-413                                                      | До 2023 - Опава (Чехія)                                                             |            |

### Спеціальні тролейбуси
Налічується 3 службові та 1 музейний тролейбуси Škoda 9Tr:
| Рік випуску | Модель       | Кількість | Інвентарні номери | Тип призначення | Примітка                              |
| ----------- | ------------ | --------- | ----------------- | --------------- | ------------------------------------- |
| 1978        | Škoda 9TrH25 | 1         | 205               | Техдопомога     | Після КВР в 2009 році став дводверним |
| 1978        | Škoda 9TrH25 | 1         | 206               | Техдопомога     | Після КВР в 2009 році став дводверним |
| 1979        | Škoda 9TrH27 | 1         | 208               | Музейний        |                                       |
| 1979        | Škoda 9TrH27 | 1         | 214               | Службовий       |                                       |

## Маршрути
| №   | Початкова зупинка    | Кінцева зупинка                      | Проміжні зупинки                                                                 | Вулиці, якими пролягає маршрут | Примітка |
| --- | -------------------- | ------------------------------------ | -------------------------------------------------------------------------------- | --- | --- |
| 1   | Держуніверситет      | Вулиця Ясська                        | вул. С. Бандери — пл. Соборна — Мікрорайон                                       | вул. Коцюбинського — вул. Некрасова-вул. Томащука — вул. Університетська(на зворотньому: вул. Університетська — вул. Коцюбинського) — вул. Бандери — вул. Міцкевича — вул. Франка(на зворотньому: вул. Франка — пл. Центральна — вул. Університетська) — пл. Соборна — вул. Героїв Майдану — просп. Незалежності                                    | До 1 липня 2008 року вул. Ватутіна(нині — Бандери) — вул. Ковальчука (нині — Ясська), у 1950-х роках вул. Ватутіна — вул. Дзержинського(нині — вул. Садова) та курсував під № 2. До 3 березня 2013 року маршрут до «Держуніверситету» пролягав через вул. Університетська — вул. Хотинських Комсомольців — вул. Некрасова — вул. Коцюбинського                                                                                                |
| 2   | Держуніверситет      | Завод «Гравітон»                     | кінотеатр «Чернівці» — Руський міст — вул. Фастівська                            | вул. Коцюбинського — вул. Некрасова — вул. Томащука — вул. Університетська(на зворотньому: вул. Університетська — вул. Коцюбинського) — пл. Центральна — вул. Руська | Раніше була кінцева «вул. Фастівська», до заводу «Гравітон» не було побудовано лінії, ще раніше кінцева вул. Житомирська(нині — вул. Січових Стрільців) курсував під № 4. До 3 березня 2013 року маршрут до «Держуніверситету» пролягав через вул. Університетська — вул. Хотинських Комсомольців(нині — Томащука) — вул.Некрасова — вул. Коцюбинського, як і до 1980-х років                                                                 |
| 3   | Дріжджзавод          | Училище № 15                         | Залізничний вокзал — пл. Соборна — парк ім. Шевченка — Автовокзал — ТРЦ «DEPO't» | вул. Хотинська — вул. Гагаріна — вул. Головна (на зворотньому: вул. Головна — вул. Шолом-Алейхема — вул. Сагайдачного — вул. Гагаріна) — пл. Центральна — вул. Головна | Раніше річка Прут — завод «Кварц», який пустили замість трамваю |
| 3А  | Дріжзавод            | Училище № 15                         | Залізничний вокзал — пл. Соборна — парк ім. Шевченка — Автовокзал — ТРЦ «DEPO't» | вул. Хотинська — вул. Гагаріна — вул. Головна (на зворотньому: вул. Головна — вул. Шолом-Алейхема — вул. Сагайдачного — вул. Гагаріна) — пл. Центральна — вул. Головна — вул. Південно-Кільцева | Скасований влітку 2022 року. |
| 4   | Держуніверситет      | Музей народної архітектури та побуту | кінотеатр «Чернівці» — Руський міст — вул. Кишинівська — Автостанція № 2         | вул. Коцюбинського — вул. Некрасова — вул. Томащука — вул. Університетська (на зворотньому: вул. Університетська — вул. Коцюбинського) — пл. Центральна — вул. Руська — вул. Січових Стрільців | Найперший маршрут в Чернівцях з 1 лютого 1939 року прямував до вул. Житомирської(нині — вул. Січових Стрільців), пролягав через вул. Кишинівську, вул. Зелену, у румунські та радянські часи курсував підм № 4, згодом змінений на № 2. До 3 березня 2013 року маршрут до «Держуніверситету» пролягав через вул. Університетська — вул. Хотинських Комсомольців (нині — Томащука) — вул. Некрасова — вул. Коцюбинського, як і до 1980-х років |
| 5   | Калинівський ринок   | Вулиця Південно-Кільцева             | ТРЦ «Боянівка» — Дріжзавод — пл. Соборна — Мікрорайон — готель «Турист»          | вул. Старожучківський шлях;— вул. Хотинська — вул. Гагаріна (нині — Вокзальна) — вул. Головна (у зворотному: вул. Головна — вул. Шолом-Алейхема — вул. Сагайдачного — вул. Гагаріна) — пл. Центральна — вул. Головна — просп. Незалежності — вул. Героїв Майдану — вул. Південно-Кільцева                                                           | До 1990-х років — «Річка Прут — вул. Комарова», згодом «Дріжзавод — вул. Південно-Кільцева», після скасування маршруту № 9 кінцевою зупинка стала «Калинівський ринок» |
| 6   | Площа Соборна        | Завод «Кварц»                        | готель «Турист» — парк «Жовтневий» — ТРЦ «DEPO't»                                | пл. Соборна — вул. Героїв Майдану — вул. Комарова — вул. Головна | До 1990-х років курсував за маршрутом «Завод «Кварц» — вул. Волгоградська» (нині — вул. Сагайдачного): завод «Кварц» — вул. Леніна(нині — вул. Головна) — вул. Комарова — вул. Червоноармійська(нині — вул. Героїв Майдану) — просп.50-річчя Жовтня (нині — просп. Незалежності) — вул. Леніна — пл. Центральна — вул. Леніна — вул. Шолом-Алейхема — вул. Волгоградська — вул. Леніна                                                        |
| 6А  | Кінотеатр "Чернівці" | Училище № 15                         | готель «Турист» — парк «Жовтневий» — ТРЦ «DEPO't»                                | пл. Соборна — вул. Героїв Майдану — вул. Комарова — вул. Головна — вул. Південно-Кільцева | Кільцевий по вулиці Південно-Кільцевій. Курсує за зміненим маршрутом з літа 2022 року. Обслуговується тролейбусами з автономним ходом. |
| 8   | Держуніверситет      | Вулиця Південно-Кільцева             |                                                                                  | вул. Коцюбинського — вул. Некрасова (нині — вул. Леоніда Дергача) — вул. Томащука — вул. Університетська (на зворотньому: вул. Університетська — вул. Коцюбинського) — вул. Бандери — вул. Міцкевича — вул. Франка (у зворотному: вул. Франка — пл. Центральна — вул. Університетська) — пл. Соборна — вул. Героїв Майдану — вул. Південно-Кільцева | Відновлений з 10 липня 2018 року |
| 8А  | Кінотеатр «Чернівці» | Училище № 15                         | готель «Турист» — парк «Жовтневий» — ТРЦ «DEPO't»                                | пл. Соборна — вул. Героїв Майдану — вул. Комарова — вул. Головна — вул. Південно-Кільцева | Кільцевий по вулиці Південно-Кільцевій. Відкритий влітку 2022 року. Обслуговується тролейбусами з автономним ходом. |
| 9   | Площа Соборна        | Завод «Гравітон»                     |                                                                                  | пл. Соборна — вул. Героїв Майдану — просп. Незалежності — вул. Головна — вул. Чкалова — вул. Миколаївська — вул. Миру — вул. Авангардна — вул. Миргородська — вул. Кармелюка — вул. Вінниченка(у зворотньому напрямку вул. Вінниченка — вул. Ясська — просп. Незалежності) — вул. Руська                                                            | Введений в дію з 6 червня 2019 року, обслуговується тролейбусами «Дніпро Т203» з автономним ходом. Скасований влітку 2022 року, наразі обслуговується автобусами. |
| 11  | Садгора              | Держуніверситет                      | ТРЦ «Боянівка» — гіпермаркет «Епіцентр»                                          | вул. Ярослава Мудрого — вул. Васіле Александрі — вул. Хотинська | Відкритий 19 квітня 2018 року, скорочений у березні 2020 року, обслуговується тролейбусами Дніпро Т203 з автономним ходом. З літа 2022 року курсує до Держуніверситету. |
| Б/Н | Площа Соборна        | с. Коровія                           | готель «Турист» — парк «Жовтневий» — ТРЦ «DEPO't» — завод «Кварц»                | пл. Соборна — вул. Героїв Майдану — вул. Комарова — вул. Головна — вул. Головна (с. Коровія) | Відкритий 16 жовтня 2020 року в тестовому режимі, обслуговувався одним тролейбусом Дніпро Т203 з автономним ходом, інтервал складав 80 хвилин. Закритий 30 листопада 2020 року. |

Схема тролейбусних маршрутів міста Чернівці
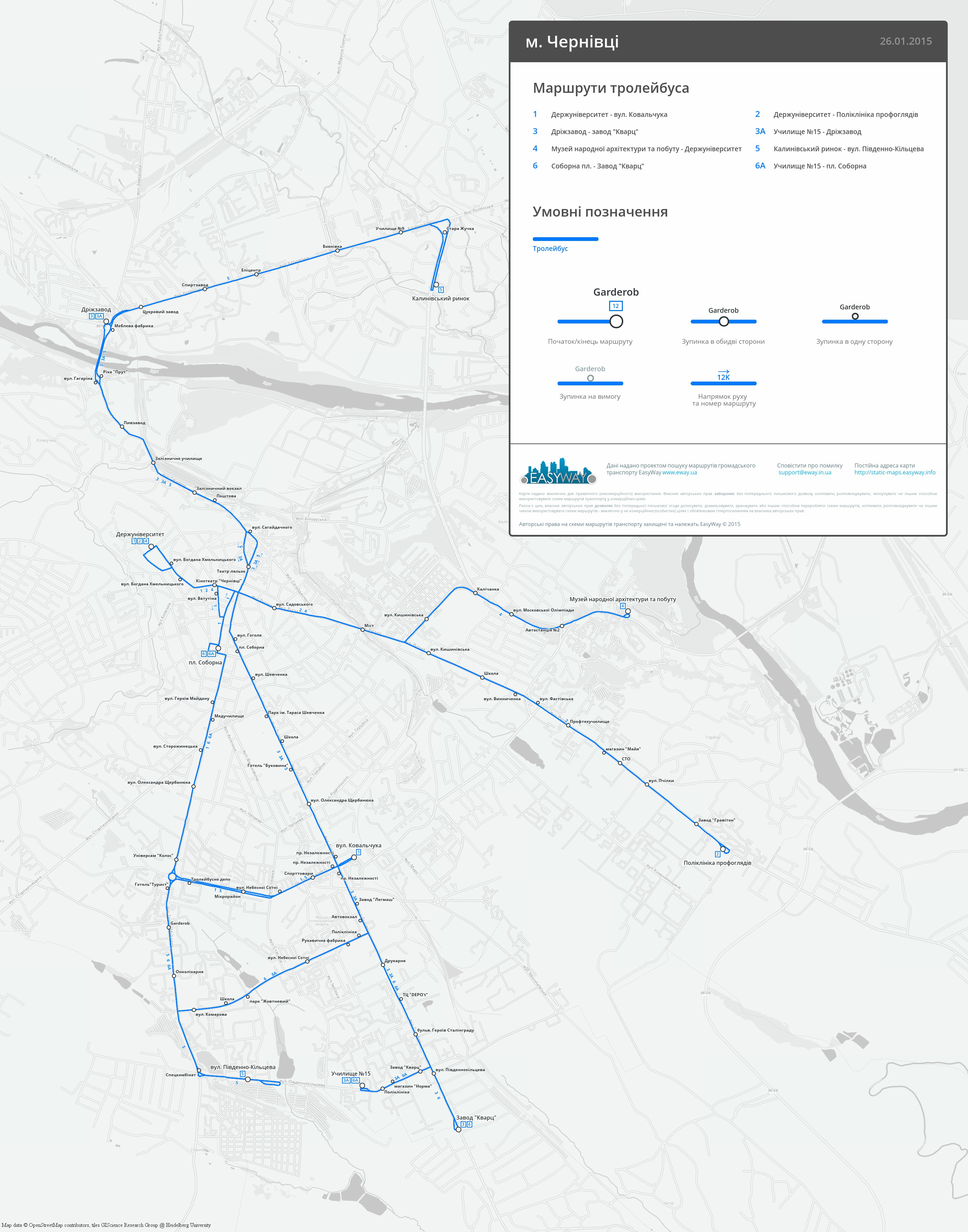

## Історія тролейбусних ліній
| Дата/Маршрут                         | 1 | 2 | 2А | 3 | 3А | 4 | 5 | 6 | 6А | 7 | 8 | 9 | 10 | 11 |
| ------------------------------------ | - | - | -- | - | -- | - | - | - | -- | - | - | - | -- | -- |
| Лютий 1939 року                      |   |   |    |   |    |   |   |   |    |   |   |   |    |    |
| Квітень 1941 року                    |   |   |    |   |    |   |   |   |    |   |   |   |    |    |
| 1957 рік                             |   |   |    |   |    |   |   |   |    |   |   |   |    |    |
| Липень 1965 року                     |   |   |    |   |    |   |   |   |    |   |   |   |    |    |
| 21 серпня 1966 року                  |   |   |    |   |    |   |   |   |    |   |   |   |    |    |
| 31 грудня 1967 року                  |   |   |    |   |    |   |   |   |    |   |   |   |    |    |
| Кінець 1960-х — початок 1970-х років |   |   |    |   |    |   |   |   |    |   |   |   |    |    |
| 8 березня 1973 року                  |   |   |    |   |    |   |   |   |    |   |   |   |    |    |
| Листопад 1977 року                   |   |   |    |   |    |   |   |   |    |   |   |   |    |    |
| 1983 рік                             |   |   |    |   |    |   |   |   |    |   |   |   |    |    |
| Червень 1987 року                    |   |   |    |   |    |   |   |   |    |   |   |   |    |    |
| Квітень 1996 року                    |   |   |    |   |    |   |   |   |    |   |   |   |    |    |
| Кінець 1990-х років                  |   |   |    |   |    |   |   |   |    |   |   |   |    |    |
| Жовтень 2002 року                    |   |   |    |   |    |   |   |   |    |   |   |   |    |    |
| 2004 рік                             |   |   |    |   |    |   |   |   |    |   |   |   |    |    |
| Квітень 2008 року                    |   |   |    |   |    |   |   |   |    |   |   |   |    |    |
| Березень 2013 року                   |   |   |    |   |    |   |   |   |    |   |   |   |    |    |

## Тролейбус напрокат

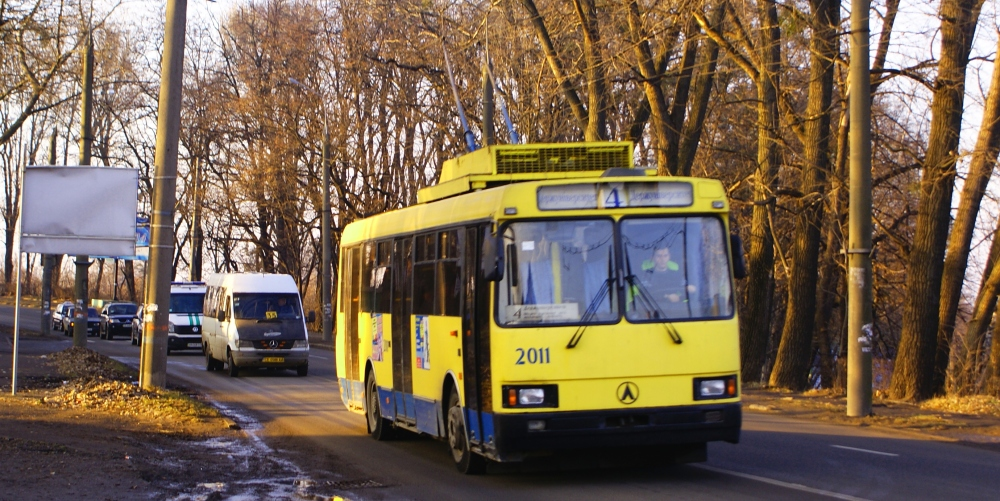
Тролейбус ЛАЗ 52522

Починаючи з Нового 2009 року Чернівецьке тролейбусне депо стало надавати приватним особам послугу оренди тролейбусів. Така пропозиція діє й в інші дні.
У грудні 2023 року щовихідних на постійній основі їздить екскурсійний маршрут, що обслуговується тролейбусом Škoda 9TrH27. Спеціально для нього відновлюється контактна мережа на вулиці Садовій. Традиція використання даного тролейбуса, як екскурсійного відновилася після проведення в місті Європейського тижня мобільності у 2023 році. В рамках заходів відбулась екскурсія тролейбусним депо, а також екскурсія містом на вищезгаданому тролейбусі.